# Katrin Prüfig
Katrin Prüfig (* 31. Juli 1968 in Detmold) ist eine deutsche Fernsehmoderatorin, Journalistin, Reporterin und Medientrainerin.

## Leben
Prüfig studierte Publizistik, Politik- und Rechtswissenschaften an der Johannes Gutenberg-Universität Mainz. 1994 wurde sie dort mit einer Arbeit zum Thema Die Zukunft der Grundversorgung im dualen Rundfunksystem promoviert.
1992 begann sie ihre Medientätigkeit als Redakteurin und Referentin der Chefredaktion bei RTL, wo sie bis 1995 hauptsächlich mit der Entwicklung neuer TV-Formate beschäftigt war. Anschließend besuchte sie für ein Jahr die Henri-Nannen-Schule in Hamburg. Während dieser Zeit absolvierte sie verschiedene Praktika beim Westfalenblatt, Greater London and Essex Newspapers, France 3 sowie Radio 4 in Mainz, dem HR, Radio FFH in Frankfurt und 3sat. Von 1996 bis 1999 arbeitete sie als Redakteurin und Reporterin für den Hörfunksender NDR 2, von 1998 bis 2000 bei der Deutschen Welle und N3 in den Bereichen „Wirtschaftsnachrichten“ beziehungsweise „Nachrichten“. Ab Ende 1999 bis 2003 moderierte sie beim NDR die Sendung Plusminus und von 2004 bis 2005 den Markt, außerdem bis 2008 die Sendung Made in Germany bei DW-TV Berlin. Seit 2000 ist sie als Autorin verschiedener Berichterstattungen für die ARD und den NDR tätig. 2006 wechselte sie zum digitalen ARD-Nachrichtenkanal tagesschau24 (ehemals EinsExtra), wo sie im Wechsel mit Kollegen die „Nachrichten im Viertelstundentakt“ präsentierte. Von 2012 bis 2014 gehörte sie zum Präsentatorenteam der Tagesschauen am Morgen in der ARD.

## Auszeichnungen
- Axel-Springer-Preis für junge Journalisten 1995 (Hörfunkbeitrag für Radio Hamburg)
- Axel-Springer-Preis für junge Journalisten 1996 (Hörfunkbeitrag für den NDR)[4]